# HD147869
HD147869 — хімічно пекулярна зоря спектрального класу
A1 й має  видиму зоряну величину в смузі V приблизно  5,8.
Вона  розташована на відстані близько 341,5 світлових років від Сонця.

## Фізичні характеристики
Зоря HD147869 обертається 
досить швидко 
навколо своєї осі. Проєкція її екваторіальної швидкості на промінь зору становить  Vsin(i)= 65км/сек.